# Ça va cogner
Série
Doux, dur et dingue
(1978)
Pour plus de détails, voir Fiche technique et Distribution.
Ça va cogner (Any Which Way You Can) est un film américain de Buddy Van Horn, sorti en 1980. Il s'agit d'une suite directe de Doux, Dur et Dingue, de James Fargo, sorti en 1978.

## Synopsis
Philo Beddoe est en prise avec des gangsters qui l'obligent à remonter sur le ring pour un combat de boxe contre Jack Wilson. Son ami Clyde, l'orang-outang, adore déféquer sur le siège conducteur des voitures de police, ce que lui reproche sans cesse Philo Beddoe. Clyde adore aussi boire sa bière au saloon en écoutant de la musique country.

## Fiche technique
- Titre : Ça va cogner
- Titre original : Any Which Way You Can
- Réalisation : Buddy Van Horn
- Scénario : Stanford Sherman
- Photographie : David Worth
- Musique : Ray Charles, Clint Eastwood, Glen Campbell, Jim Stafford, Fats Domino, John Durrill
- Montage : Ron Spang, Ferris Webster
- Producteur : Fritz Manes
- Société de production : The Malpaso Company et Warner Bros.
- Société de distribution : Warner Bros.
- Langue : anglais
- Pays de production :  États-Unis
- Genre : comédie
- Durée : 116 minutes
- Dates de sortie :
  - États-Unis : 17 décembre 1980
  - France : 25 mars 1981

## Distribution

### Acteurs principaux
- Clint Eastwood (VF : Jean-Claude Michel) : Philo Beddoe
- Sondra Locke (VF : Brigitte Morisan) : Lynn Halsey-Taylor
- Geoffrey Lewis (VF : Serge Lhorca) : Orville Boggs
- Ruth Gordon (VF : Marie Francey) : Senovia Boggs

### Les Bikers
- John Quade : Cholla
- Roy Jenson (VF : Jean Violette) : Moody
- Bill McKinney (VF : Paul Bisciglia) : Dallas
- William O'Connell : Elmo
- Dan Vadis : Frank

### Acteurs secondaires
- William Smith (VF : Serge Sauvion) : Jack Wilson
- Harry Guardino (VF : Jacques Thébault) : James Beekman
- Al Ruscio (VF : Alain Nobis) : Tony Paoli
- Ken Lerner (VF : Daniel Gall) : Tony Paoli Jr.
- Jack Murdock (VF : Jacques Deschamps) : Little Melvin
- Michael Fairman (VF : Claude Joseph) : le capitaine Wright
- George Murdock (VF : Georges Atlas) : le sergent Cooley
- Michael Currie (VF : Claude Joseph) : le shérif du Wyoming
- Bill Sorrells : l'officier Bakersfield
- Michael Talbott (VF : Jacques Richard) : l'officier Morgan
- Michael Brockman (VF : Bernard Jourdain) : l'officier moustachu à l'association chrétienne
- Richard Christie (VF : Marc de Georgi) : l'officier Cox
- Lance Gordon (VF : Jean Roche) : Biceps
- Charles Walker (VF : Henry Djanik) : le policier parieur noir
- Camila Ashland (VF : Paule Emanuele) : Hattie, une parieuse
- Ann Nelson (VF : Paula Dehelly) : Harriet, une parieuse
- Anne Ramsey : Loretta Quince
- Logan Ramsey (VF : Antoine Marin) : Luther Quince
- Michael Cavanaugh (VF : Bernard Murat) : Patrick Scarfe
- Barry Corbin (VF : Jacques Ferrière) : Zack Tupper
- Sunshine Parker (VF : Claude Dasset) : le propriétaire du motel à Jackson
- Mark L. Taylor (VF : Max André) : le réceptionniste de l'hôtel à Jackson
- Jim Stafford : John Long
- Fats Domino : lui-même

Clyde est différent dans le film par rapport à l’animal figurant dans Doux, dur et dingue. C'est parce que l'orang-outang du premier film, Manis, avait trop mûri depuis le premier film et il était trop grand et peut-être dangereux. Le singe Buddha qui jouera Clyde dans le deuxième film est décédé d'une hémorragie cérébrale deux semaines après le tournage du film.